# Bohutín (okres Příbram)
Bohutín (německy Bohutin) je obec v okrese Příbram ve Středočeském kraji, asi 6 km jihozápadně od Příbrami. K obci patří také části Havírna, Tisová a Vysoká Pec, ve kterých celkem žije přibližně 2 000 obyvatel.

## Historie
První písemná zmínka o obci pochází z roku 1379. Bohutín je stará hornická obec spojená s těžbou stříbrné a olověné rudy, u osady Havírna je dvojice bohutínských šachet.

## Obecní správa

### Části obce
- Bohutín (k. ú. Bohutín)
- Havírna (k. ú. Bohutín a Tisová u Bohutína)
- Tisová (k. ú. Tisová u Bohutína)
- Vysoká Pec (k. ú. Vysoká Pec u Bohutína)

Součástí obce je také základní sídelní jednotka Vysoká Pec-jih. K obci patří také Bohutínský Důl, Mělniště, Rusalka a U Prokopa.
Sousedními obcemi sídla jsou Láz, Vysoká u Příbramě, Narysov a Příbram.

### Územněsprávní začlenění
Dějiny územněsprávního začleňování zahrnují období od roku 1850 do současnosti. V chronologickém přehledu je uvedena územně administrativní příslušnost obce v roce, kdy ke změně došlo:
- 1850 země česká, kraj Praha, politický i soudní okres Příbram[4]
- 1855 země česká, kraj Praha, soudní okres Příbram
- 1868 země česká, politický i soudní okres Příbram
- 1939 země česká, Oberlandrat Tábor, politický i soudní okres Příbram[5]
- 1942 země česká, Oberlandrat Praha, politický i soudní okres Příbram[6]
- 1945 země česká, správní i soudní okres Příbram[7]
- 1949 Pražský kraj, okres Příbram[8]
- 1960 Středočeský kraj, okres Příbram

- 2003 Středočeský kraj, okres Příbram, obec s rozšířenou působností Příbram

## Společnost

### Rok 1932
V obci Bohutín (přísl. Havírna, 891 obyvatel, poštovní úřad, četnická stanice, katol. kostel, Státní doly na stříbro a olovo) byly v roce 1932 evidovány tyto živnosti a obchody: biograf Sokol, cihelna, obchodník s dobytkem, Státní doly na stříbro a olovo, galanterie, holič, 8 hostinců, konsum Potravní a oděvní spolek, kovář, krejčí, 2 mlýny, 2 obuvníci, pekař, obchod s lahvovým pivem, porodní asistentka, 2 řezníci, sedlář, 7 obchodů se smíšeným zbožím, Spořitelní a záložní spolek osady Bohutínské v Bohutíně, 4 trafiky, truhlář, velkostatek Správy státních lesů a statků.

## Školství
Obec je zřizovatelem příspěvkové organizace Základní škola Bohutín, okres Příbram. V obci se take nachází mateřská škola.

## Pamětihodnosti
- Bývalý Důl Rastislav Štefánik (Rudolf)
- Bývalý Důl Řimbaba
- Bývalý Důl Štěpánka
- Farní kostel svaté Maří Magdaleny
- Kaple s křížem v Havírně
- Mlýn Bohutín
- Muzeum Bohutínska
- Památníky 1. světové války a 2. světové války v Bohutíně
- Řimbabská štola

## Doprava

### Dopravní síť
Obcí vede silnice I/18 Rožmitál pod Třemšínem – Příbram – Sedlčany – Votice. Do obce dále vedou silnice III. třídy. Železniční trať ani stanice či zastávka na území obce nejsou.

### Autobusová doprava 2024
Autobusovou dopravu v obci Bohutín zajišťuje společnost Arriva Střední Čechy. Obec je součástí Pražské integrované dopravy (PID). V obci se nacházejí zastávky Bohutín, Bohutín,bytovky, Bohutín,hřiště, Bohutín,škola, Bohutín,zbrojnice, Bohutín,Havírna, Bohutín,Vysoká Pec a Bohutín,Vysoká Pec,sídl. Na silnici I/18 směrem do Příbrami se ještě nachází zastávka Bohutín,Vysoká Pec,zahrádky. Bohutín obsluhují tři autobusové linky: 509, 521 a 567. Linka 509 začíná (nebo končí) v sousedním Lázu a pokračuje přes Bohutín a Příbram do Trhových Dušníků. Linka 521 spojuje Bohutín s Příbramí a na druhou stranu s Lázem, Vranovicemi, Sedlicí nebo Hoděmyšlem, Rožmitálem pod Třemšínem, Věšínem a Bukovou. Linka 567, která rovněž začíná v Příbrami a končí v Rožmitále pod Třemšínem, přičemž obsluhuje obce Bohutín, Vysoká u Příbramě, Narysov, Třebsko a Modřovice.

## Turistika
- Územím obce procházejí cyklotrasy č. 302 Dolní Líšnice – Milín – Bohutín – Příbram – Hořovice a č. 8190 Bohutín – Láz – Nepomuk – Rožmitál pod Třemšínem.
- Územím obce vedou zeleně značená turistická trasa Bohutín – vodní nádrž Pila – vrch Třemošná – Orlov, modře značená trasa Rožmitál pod Třemšínem – Vysoká u Příbramě – Havírna – Příbram-Zdaboř a žlutě značená trasa Příbram – Nad Žežicemi – Vysoká Pec – Orlov.